# Stacja typu zamkniętego

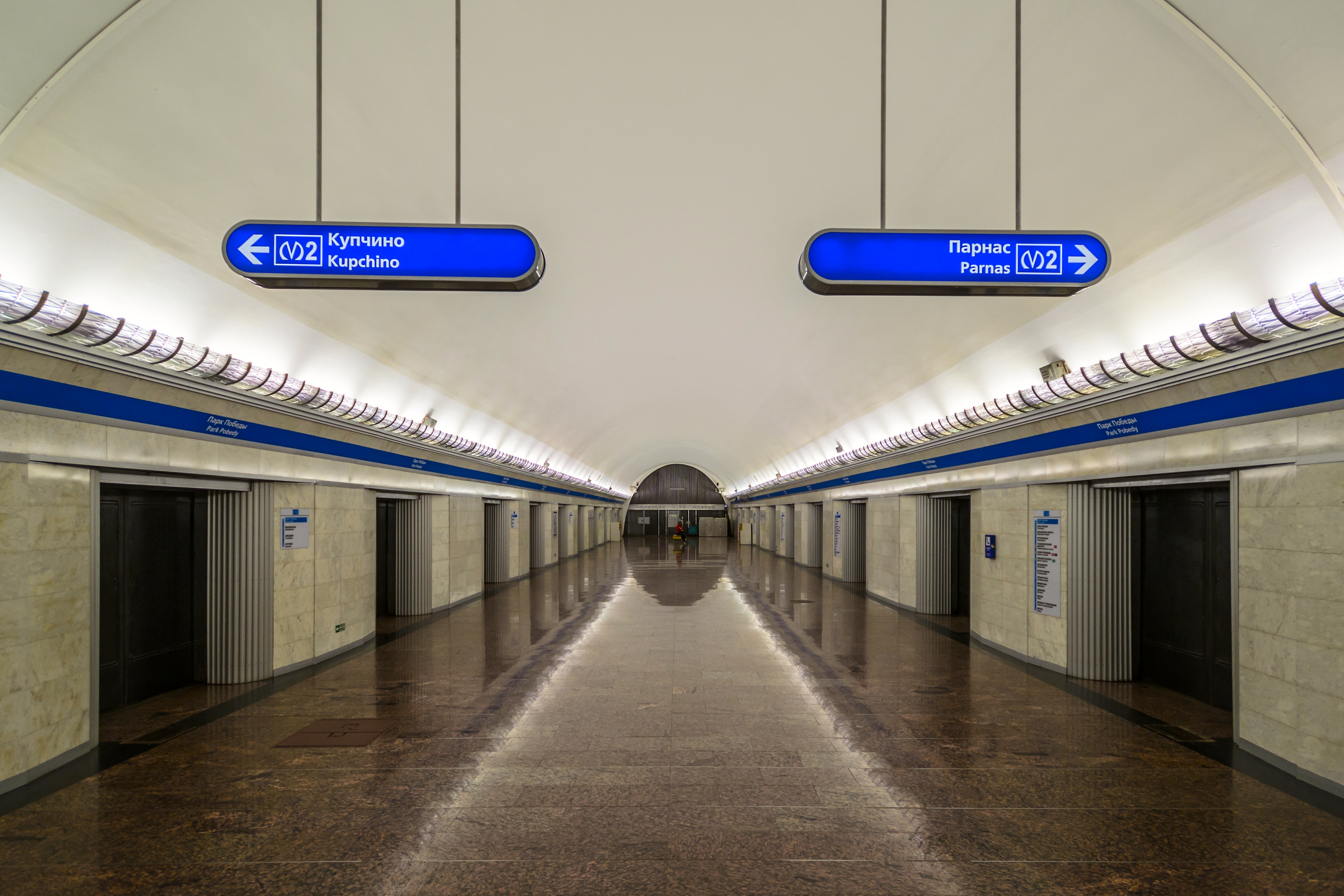
Metro w Petersburgu, stacja Park Pobiedy (2015)

Stacja typu zamkniętego – rodzaj konstrukcji stacji metra, charakteryzujący się oddzieleniem strefy pasażerskiej od strefy pociągów przy użyciu na peronie specjalnych drzwi ekranowych lub drzwi krawędziowych. Składy zatrzymują się w taki sposób, aby wyjścia pokrywały się z otworami drzwi na stacji.

## Odmiany
Jako osobny typ stacji po raz pierwszy rozwiązanie to zastosowano na stacji Park Pobiedy w petersburskim metrze w 1961 roku. Tamtejsze konstrukcje charakteryzują się głębokim typem założenia, jedną nawą i położeniem na odcinkach tranzytowych (pomiędzy stacjami podwójnymi). Po obu stronach, w otworach w ścianach, znajdują się drzwi ekranowe oddzielające przestrzeń pociągów od pasażerskiej. Rozwiązanie to także pozwoliło na ograniczenie kosztów poprzez nieozdobne wykończanie przestrzeni pociągów.
W nowoczesnym budownictwie wyróżnia się dwa typy drzwi:
- Drzwi przesuwne platformy – system składający się z bariery w postaci ściany z przesuwanymi drzwiami, najczęściej ze szkła, sięgającej sufitu i całkowicie izolującej stację od torów (np. metro w Kopenhadze).
- Automatyczna brama platformy – system składający się z bariery w postaci ogrodzenia o różnych wysokościach z drzwiami przesuwnymi, najczęściej ze szkła, które nie dociera do sufitu i nie całkowicie izoluje stację od torów, zwykle jest to tylko połowa wysokości systemu drzwi przesuwnych platformy (na przykład stacja Shin-Nakano), ale czasami sięga wysokości pociągów (np. stacja Ang Mo Kio MRT).

Drzwi ekranowe wykorzystuje się w systemach metra położonych w gorętszym klimacie, w celu izolacji termicznej i wentylacyjnej stacji i tunelu, np. przy stosowaniu klimatyzacji. Rozwiązania te zdobywają też na popularności dzięki zwiększeniu bezpieczeństwa pasażerów przebywających na stacji, szczególnie przy wjeździe składów i przejeździe pociągów technicznych.

### Drzwi przesuwne platformy
Zalety:

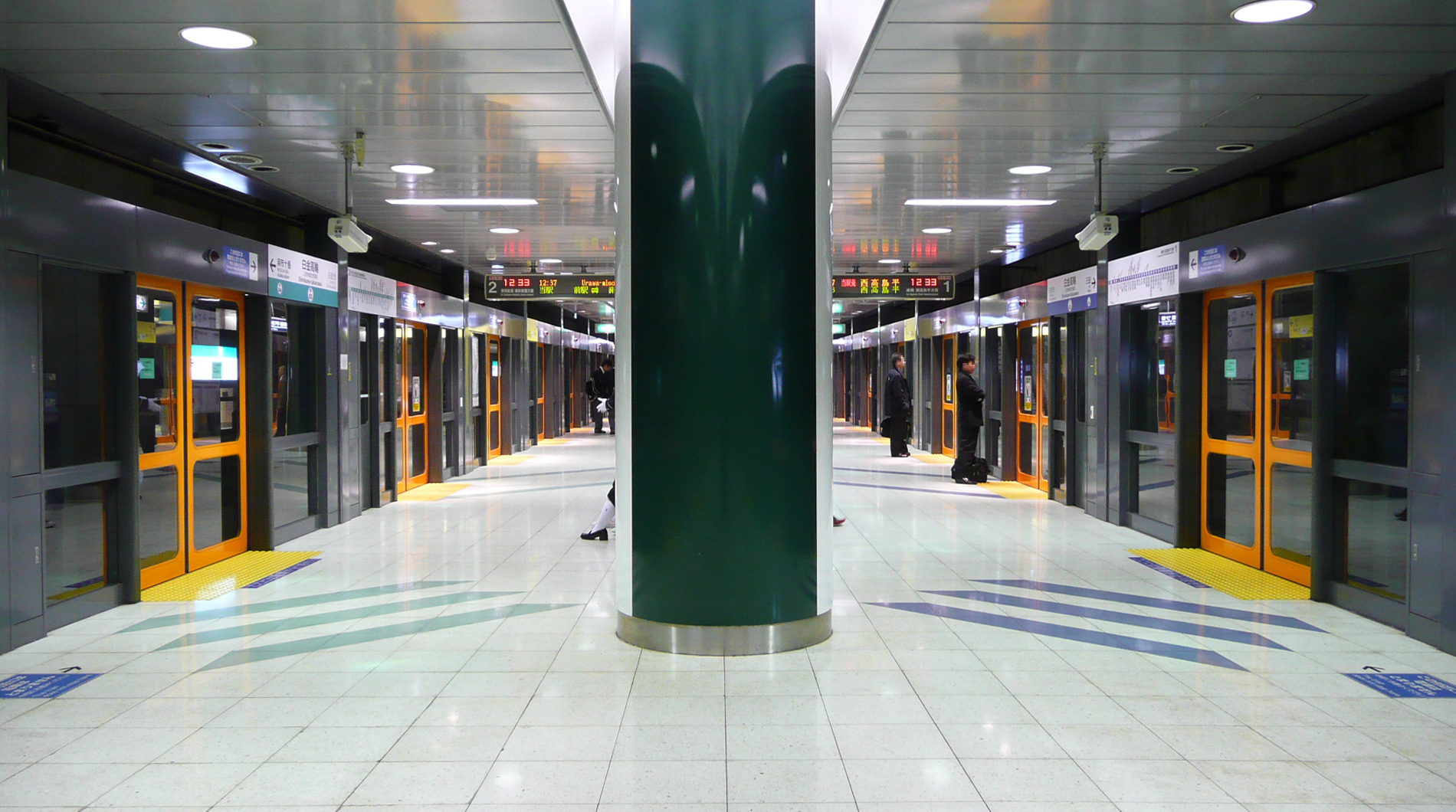
Stacja Sirokanedai linii Namboku i Mita w Tokyo Metro

- Zapobiega przypadkowemu upadkowi ludzi po drodze.
- Zmniejsza ryzyko wypadków.
- Poprawia kontrolę klimatu na stacji (ogrzewanie, wentylacja i klimatyzacja są bardziej wydajne, gdy stacja jest odizolowana od tunelu).
- Poprawia bezpieczeństwo - dostęp do linii kolejowych i tuneli jest ograniczony.
- Niższe koszty - eliminuje potrzebę stosowania operatorów maszyn i przewodów, gdy są używane w połączeniu z autoskoringiem, co zmniejsza koszty pracy.
- Zapobiega spadającym zanieczyszczeniom na drodze, co może być łatwopalne.
- Poprawa jakości dźwięku reklam na platformie, ponieważ hałas tła z tuneli i pociągów maleje.

Główną wadą tego systemu jest jego koszt; Instalacja systemu zazwyczaj kosztuje kilka milionów dolarów amerykańskich za każdą stację. Stosowany do modernizacji starych stacji, system ten ogranicza typ taboru, który może być używany na linii, ponieważ drzwi w pociągach powinny mieć dokładnie to samo miejsce, co drzwi peronu; prowadzi to do dodatkowych kosztów związanych z modernizacją i zakupem taboru. Utrudnia również naturalną wentylację, zwiększając koszty kontroli klimatu.
Drzwi stwarzają także własne zagrożenia bezpieczeństwa. Główne ryzyko polega na tym, że ludzie mogą zostać uwięzieni między drzwiami platformy a wagonem kolejowym i mogą zostać zmiażdżeni, gdy pociąg zacznie się poruszać. Przypadki tego zdarzenia są rzadkie i mogą zależeć od kontroli dostępu i konstrukcji drzwi.

### Automatyczna brama platformy

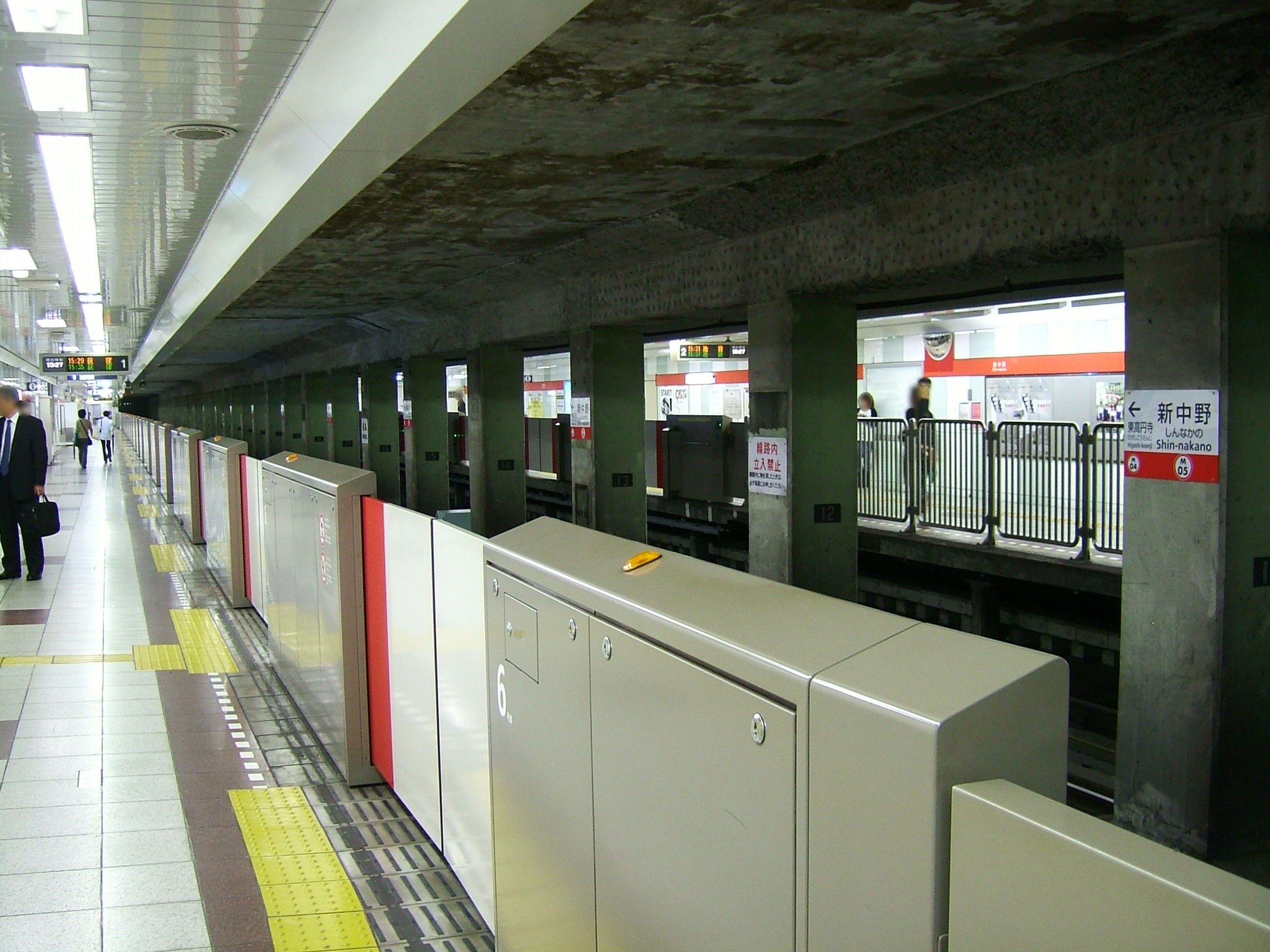
Stacja Shin-Nakano, linia Marunouchi, metro w Tokio

System ten składa się z bariery w postaci ogrodzenia z drzwiami, której wysokość jest zwykle tylko połową wysokości systemu drzwi przesuwnych platformy. Znajduje się na skraju peronów kolejowych, aby zapobiec przypadkowemu upadkowi pasażerów na tory kolejowe. Podobnie jak system drzwi przesuwnych z platformą, drzwi stacji otwierają się i zamykają jednocześnie z drzwiami pociągu.
Instalacja tego systemu jest tańsza niż w przypadku systemów drzwi przesuwnych z platformą, dlatego niektóre przedsiębiorstwa kolejowe preferują ten system przy modernizacji starych stacji i instalowaniu nowych jako opcji zwiększenia bezpieczeństwa na platformach kolejowych i jednocześnie bez korzystania z systemu klimatyzacji na rzecz naturalnej wentylacji. System ten jest jednak mniej skuteczny niż system przesuwnych drzwi platformy, ponieważ nie całkowicie izoluje stację od torów kolejowych i nie pomaga, jeśli ludzie celowo uderzają w tory kolejowe.

## Japonia
W Japonii system automatycznych bram pomostowych stał się bardziej rozpowszechniony niż system drzwi przesuwnych platformy, ze względu na niższy koszt modernizacji budowanych stacji w przeszłości i instalowania nowych. W większości starych, dużych i przeważnie zbudowanych w XX wieku systemów metra, takich jak Japonia i Europa, stacje modernizacyjne, które początkowo nie zapewniały systemu poziomych wind, kosztują więcej niż instalowanie stosunkowo nowych, które są już zaprojektowane dla nowych stacji. rosnące metro, takie jak metro w Singapurze, metro w Seulu, metro w Hongkongu itp. Ogólnie rzecz biorąc, wysokość drzwi w japońskiej odmianie tego systemu jest niższa niż w innych krajach. Platformowy system drzwi przesuwnych w Japonii jest używany tylko w relatywnie młodych i nowych systemach metra i liniach: metro w Hiroszimie, linia Namboku w metrze Tokio (pierwsza w japońskim metrze i jedyna w metrze w Tokio) oraz linia Tōzai w metrze w Kioto. Łączna liczba stacji wyposażonych w technologię poziomej windy od 2017 r. W Japonii wynosi 725.

## Galeria

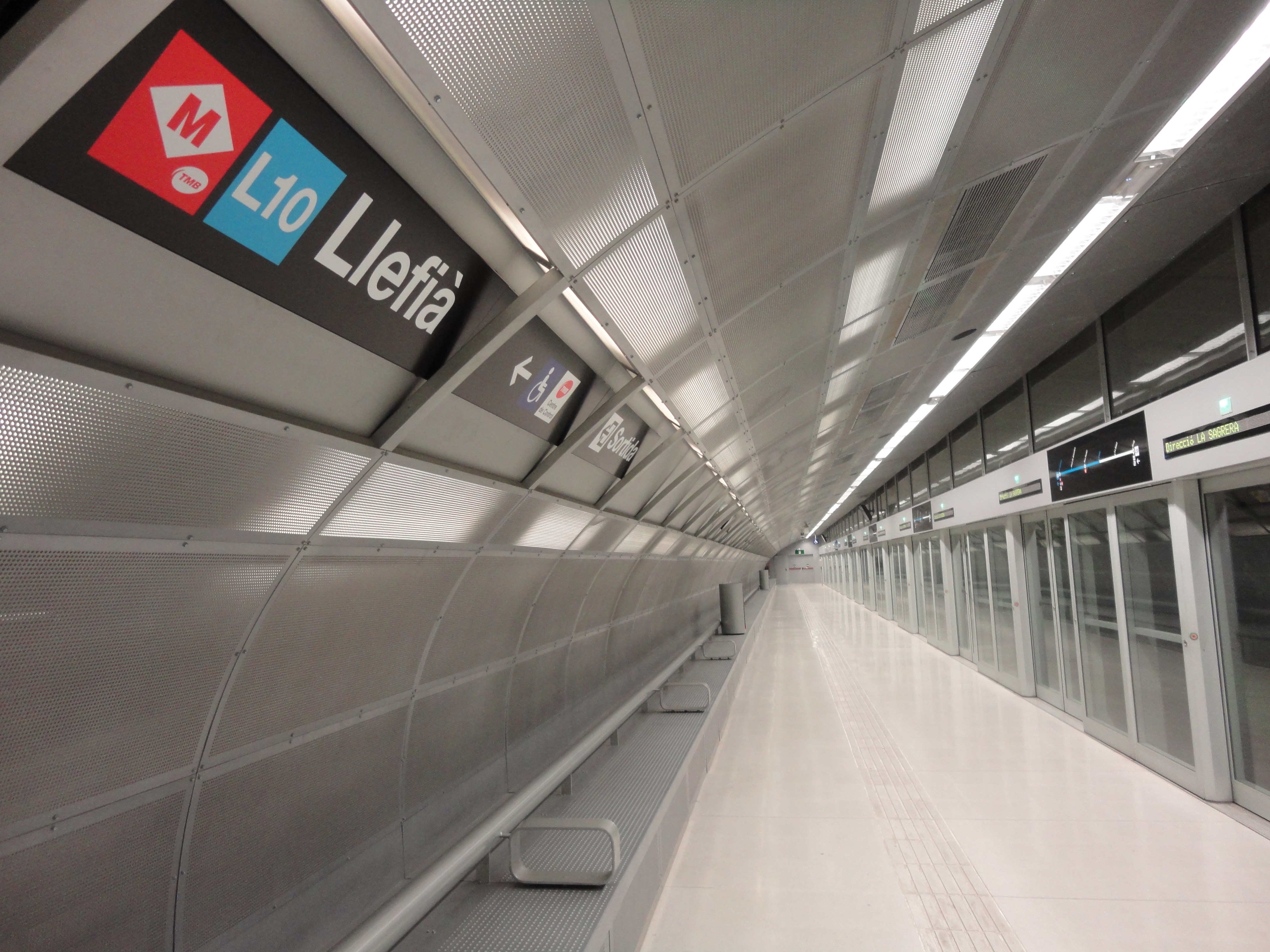
Stacja Llefià(inne języki), metro w Barcelonie
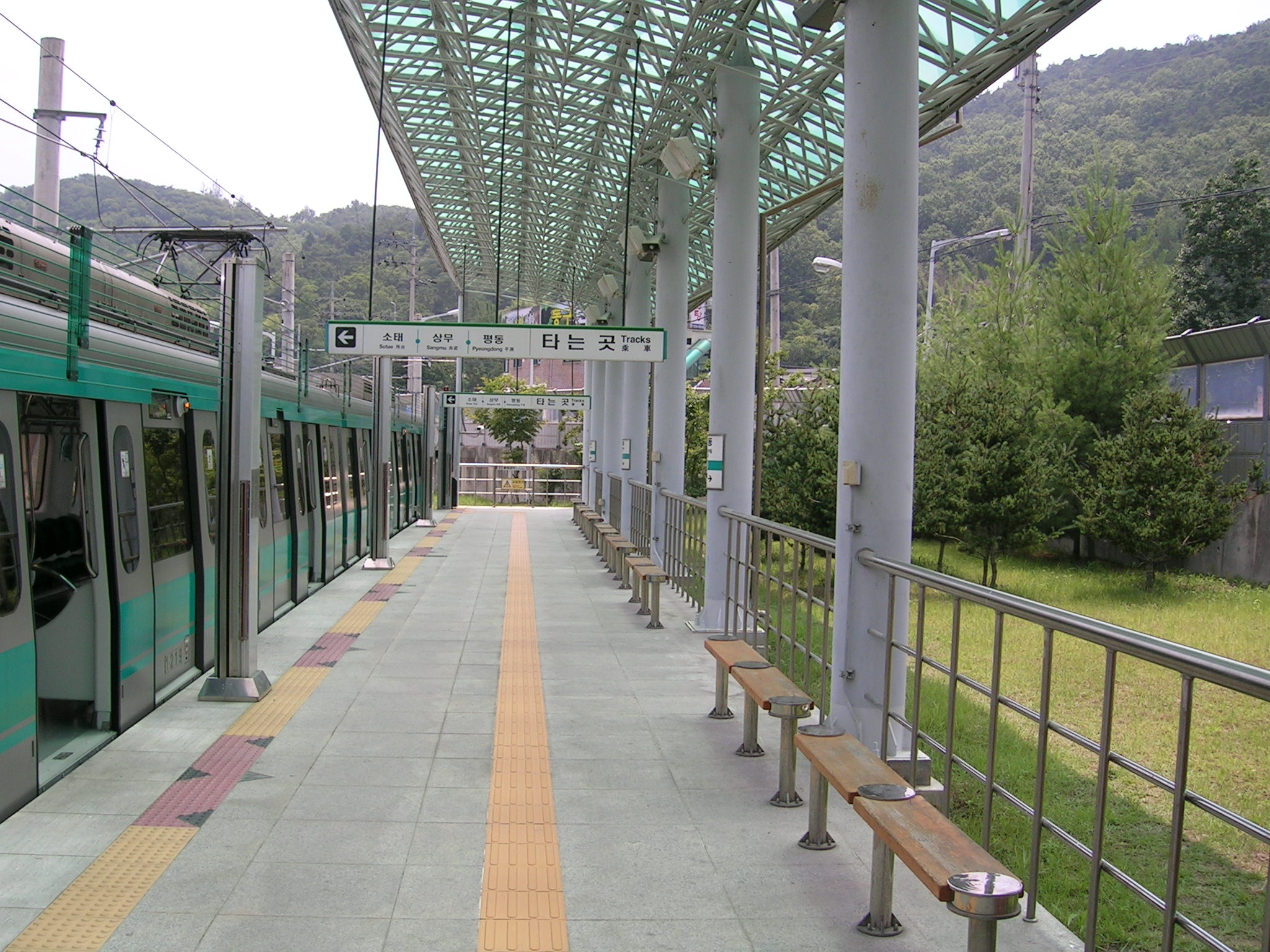
Stacja Nokdong(inne języki), metro w Gwangju
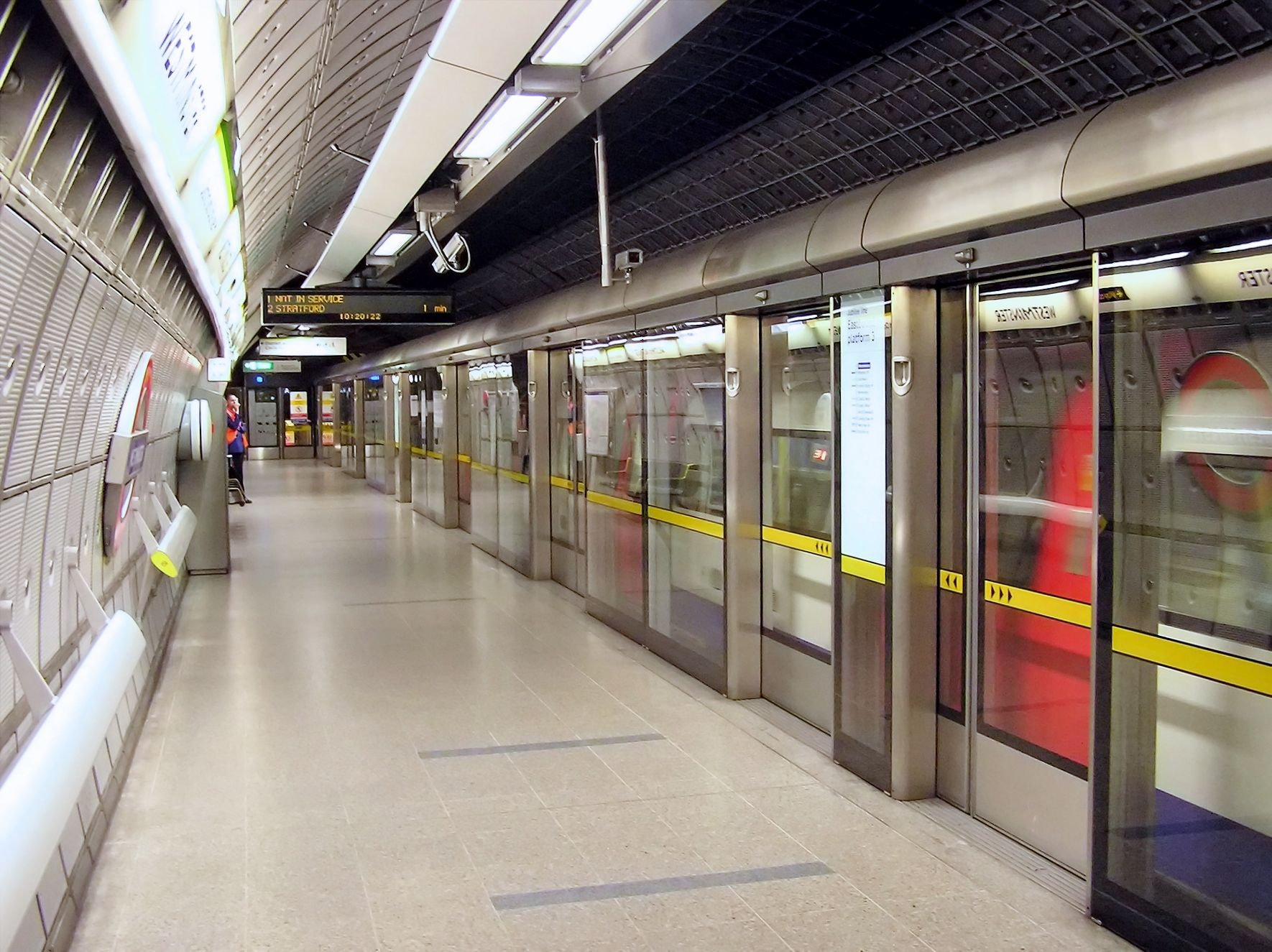
Stacja Westminster, metro w Londynie
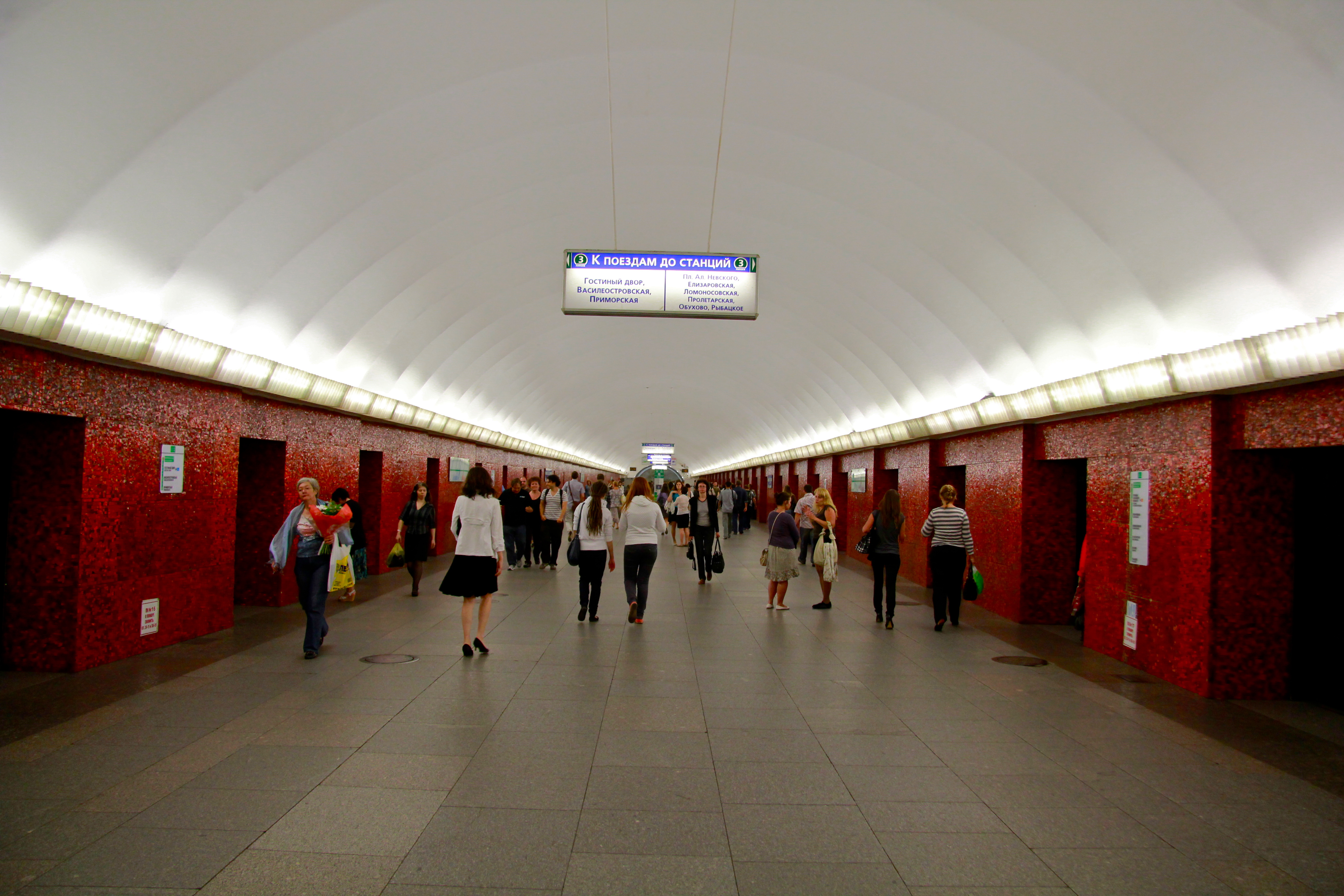
Stacja Majakowskaja, metro w Petersburgu
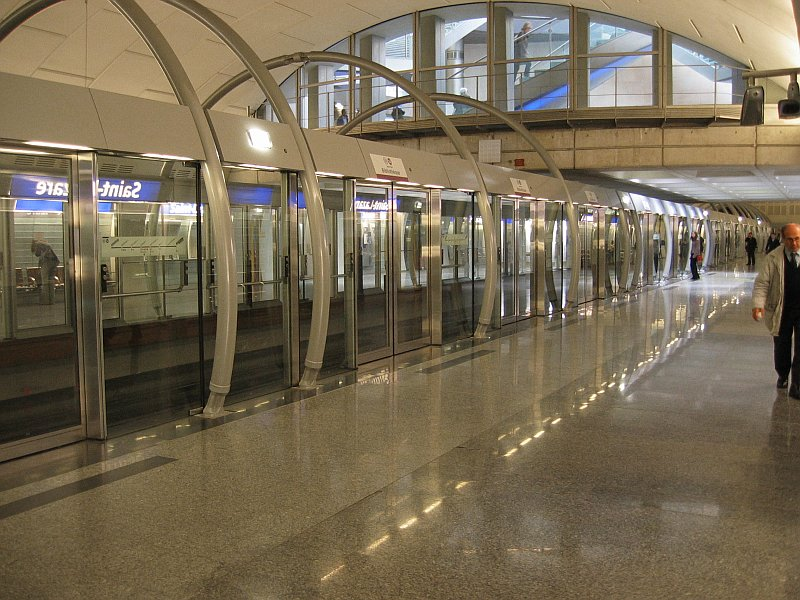
Stacja Saint-Lazare linii 14., metro w Paryżu